# Imbrius lineatus
Imbrius lineatus là một loài bọ cánh cứng trong họ Cerambycidae.

## Hình ảnh

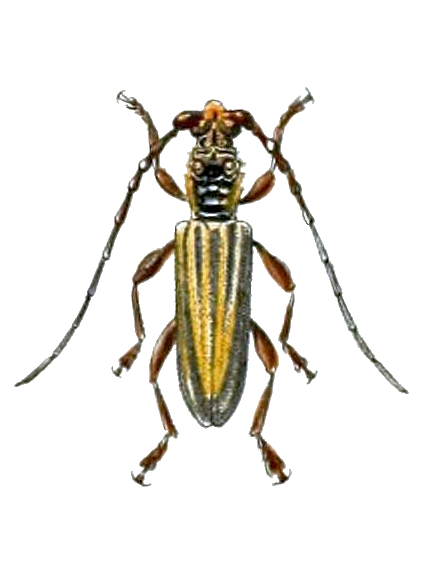